# Dave Scott (triathlon)
Pour les articles homonymes, voir Scott.
Dave Scott né le 4 janvier 1954 aux États-Unis est un triathlète professionnel américain, sextuple champion du monde d'Ironman. Il est surnommé « l'homme » (« The man ») pour ses performances extraordinaires et le nombre record de ses victoires en triathlon Ironman.

## Biographie

### Jeunesse
Dave Scott grandit à Davis en Californie. Dans sa période scolaire , il joue au basketball et au football. Il joue également au water-polo dans l’équipe du lycée de Davis, où il commence à se concentrer sur la pratique de la natation. Il participe et remporte par deux fois la Waikiki Rough Water Swin dans le cadre des rencontres sportives mondiale de nage en eaux libres. Il participe et remporte son premier triathlon à San Francisco avec des distances de 1 500 mètres de natation, 15 kilomètres de vélo et 6,5 kilomètres de course à pied.

### Début de carrière
En 1978 le commandant John Collins crée l'Ironman et Dave Scott prend connaissance de son existence au travers d'un reportage de Sport Illustrated. Lors de leur rencontre à l'occasion de la  Waikiki Rough, John Collins lui propose  de faire la course en lui remettant un dépliant sur lequel sont inscrites les épreuves et les distances. Il répond à John Collins : « Voila trois longues journées... ». Il apprend avec stupéfaction que les athlètes engagés réalisent la course en une seule journée.
Il court son premier Ironman en 1980 et l'emporte en 9 h 24 min 33 s, cette année la chaine de télévision ABC diffuse l'événement pour la première fois. Le temps qu'il réalise est considéré comme celui faisant de l'Ironman, non plus un test d'endurance, mais une course. En 1982, il finit second. En 1983, il gagne un deuxième titre devant son compatriote Mark Allen qui participe pour la première fois. Une victoire qui commence une rivalité qui s'avère légendaire dans les années qui suivent. Il gagne trois des quatre éditions suivantes sur son rival. Cette rivalité atteint son sommet en 1989 où la course entre eux, est extrêmement serrée, les commentateurs sportifs lui donne le nom d'« Iron war ». Au terme d'une compétition incertaine et de très haut niveau jusqu’à la ligne d'arrivée, Mark Allen l'emporte avec moins d'une minute d'avance. Ils battent tous les deux le record de temps de la course.

### Consécration
Dave Scott a remporté l'Ironman Triathlon d'Hawaii à six reprises en 1980, 1982, 1983, 1984, 1986, et 1987. Seul son rival, Mark Allen, remporte également six fois l'épreuve. Il revient en 1994 à l'âge de 40 ans et finit second. En 1996 à l'âge de 42 ans, il participe de nouveau et finit 5e. Il court le marathon en 2 h 45. En 2001 il fait une dernière incursion sur la compétition de Kona, mais à 47 ans, des problèmes de dos l’empêche de terminer la course. Il porte le surnom de « The man » (« l'homme »). En 1993, il est le premier champion du monde d'Ironman à être introduit dans le naissant Ironman Hall of Fame de la World Triathlon Corporation,.
Il fait partie des Big Four surnom que donne la presse spécialisée donne aux quatre triathlètes américains, Dave Scott, Marl Allen, Scott Molina et Scott Tinley.

### Vie privée
Dave Scott est marié et à trois enfants, en 2014, il vit à Boulder dans le Colorado. Il a des activités d'entraineur de triathlon et de conseiller en condition physique, commentateur et conférencier en entreprises. Il publie un livre en 1986, Triathlon training et fait partie depuis 1999 de la TNT National coaches, dont il est l'entraineur en chef et qui délivre des certifications aux entraineurs de triathlon. Son fils Drew Scott est triathlète professionnel depuis 2013,.

## Palmarès
Le tableau présente les résultats les plus significatifs (podium) obtenus sur le circuit national et international de triathlon depuis 1980.
| Année | Compétition                                            | Pays       | Position      | Temps           |
| ----- | ------------------------------------------------------ | ---------- | ------------- | --------------- |
| 1994  | Ironman - Championnat du monde à Kailua-Kona           | États-Unis |               | 8 h 24 min 32 s |
| 1989  | Triathlon Japon longue distance                        | Japon      |               | 8 h 1 min 32 s  |
| 1989  | Ironman - Championnat du monde à Kailua-Kona           | États-Unis |               | 8 h 10 min 13 s |
| 1987  | Ironman - Championnat du monde à Kailua-Kona           | États-Unis |               | 8 h 34 min 13 s |
| 1986  | Ironman - Championnat du monde à Kailua-Kona           | États-Unis |               | 8 h 28 min 37 s |
| 1985  | Triathlon Japon longue distance                        | Japon      |               | 8 h 39 min 56 s |
| 1984  | Triathlon International de Nice                        | France     |               | 6 h 7 min 58 s  |
| 1984  | Ironman - Championnat du monde à Kailua-Kona (février) | États-Unis |               | 8 h 54 min 20 s |
| 1983  | Triathlon International de Nice                        | France     |               | Timing          |
| 1983  | Ironman - Championnat du monde à Kailua-Kona (février) | États-Unis |               | 9 h 5 min 57 s  |
| 1982  | Ironman - Championnat du monde à Kailua-Kona (février) | États-Unis |               | 9 h 36 min 57 s |
| 1982  | Ironman - Championnat du monde à Kailua-Kona (octobre) | États-Unis |               | 9 h 8 min 23 s  |
| 1980  | Ironman d'Hawaï 1980 - Honolulu                        | États-Unis | Médaille d'or | 9 h 24 min 33 s |